# Джон Локвуд Кіплінг
Джон Локвуд Кіплінг (англ. John Lockwood Kipling; нар. 6 липня 1837 — пом. 26 січня 1911) — англійський вчитель мистецтва, ілюстратор, та куратор музею, який провів більшу частину своєї кар'єри в Британській Індії. Батько автора Редьярда Кіплінга та ілюстратор його книг.

## Життєпис
Локвуд Кіплінг народився в англійському місті Пікерінг, Північний Йоркшир, в родині Френсіс (Локвуд) і преподобного Джозефа Кіплінга. Навчався в приватній школі-інтернаті Вудхаус-Гроув. Кіплінг познайомився зі своєю майбутньою дружиною Еліс Макдональд під час роботи в місті Берслем, Стаффордшир, де його дизайни досі можна побачити на фасаді Веджвудського інституту. Аліс була дочкою методистського священнослужителя, преподобного Джорджа Брауна Макдональда. Кіплінг одружився в 1865 році й переїхав з дружиною в Індію, де він був призначений професором архітектурної скульптури в школі мистецтв у Бомбеї (нині Мумбаї), а потім став її директором.

## Головні опубліковані роботи
- Beast and Man in India: A Popular Sketch of Indian Animals in Their Relations with the People, Published by Macmillan and Co, London, 1891.
- Inezilla: A Romance in Two Chapters, by J.L.K. Reprinted from The Chameleon, Allahabad, [1873].
- Across the Border: Or, Pathân and Biloch, by Edward Emmerson Oliver, Illustrations by John Lockwood Kipling. Published by Chapman and Hall, 1890.
- Tales of the Punjab Told by the People, by Flora Annie Webster Steel, Richard Carnac Temple, John Lockwood Kipling. Published by Macmillan and co., 1894.
- The Two Jungle Books, by Rudyard Kipling. Illustrations by J. Lockwood Kipling, C.I.E., and W. H. Drake. Published by Doubleday, Doran & Company, Inc., New York, 1893.